# Лорисейра
Лорисейра (порт. Louriceira)  —  район (фрегезия) в Португалии,  входит в округ Сантарен. Является составной частью муниципалитета  Алканена. По старому административному делению входил в провинцию Рибатежу. Входит в экономико-статистический  субрегион Медиу-Тежу, который входит в Центральный регион. Население составляет 6 119 999 человек на 1999 год. Занимает площадь 12,78 км².